# Wainserwar
Wainserwar was een waterschap in Friesland dat een bestuursorgaan was van 1913 tot 1969. Het grondgebied lag in de gemeente Hemelumer Oldephaert en Noordwolde en had een oppervlakte van 265 hectare.
Het waterschap had regelen van de waterstand als doel. Per 1 mei 1969 werd het waterschap opgeheven en ging het bij de eerste grote waterschapsconcentratie in die provincie, op in het waterschap Tusken Mar en Klif. Na verdere fusies valt het gebied sinds 2004 onder Wetterskip Fryslân.